# Michael Radulescu
Pour les articles homonymes, voir Radulescu.
Michael Radulescu, né le 19 juin 1943 à Bucarest (Roumanie) et mort le 23 décembre 2023, est un organiste et compositeur roumain naturalisé autrichien. Il est fils d'un père roumain et d'une mère allemande.

## Biographie
Michael Radulescu naît le 19 juin 1943 à Bucarest.
Il est initié à la musique par ses parents, tous deux musiciens, puis étudie au conservatoire de Bucarest la composition musicale avec Mihail Jora et l'orgue avec Victor Bickerich.
Il se perfectionne ensuite à l'académie de musique de Salzbourg (clavecin et orgue), puis à l'Académie de musique et des arts du spectacle de Vienne avec Anton Heiller (orgue) et Hans Swarowsky (composition).
Michael Radulescu est lauréat de plusieurs concours internationaux, en composition (Vienne en 1968, Nuremberg en 1971 et Vienne en 1981) et en orgue (Pise en 1966 et Nuremberg en 1967). En 1970, il remporte le prix de composition de la ville de Stuttgart. Comme interprète, il fait des tournées dans le monde entier. L'œuvre pour orgue de Bach est au centre de ses activités de musicien.
Entre 1968 et 2008, il enseigne l'orgue à l'Académie de musique de Vienne. Il donne également de nombreuses masterclass et cours d'été, en particulier à Vaduz à partir de 1971, à l'académie de musique ancienne d'Innsbruck, puis dans le cadre de l'Académie Bach de Porrentruy pendant trente ans.
Comme compositeur, il est l'auteur de pièces pour orgue, de musique de chambre, de messes et de musique symphonique. Il a édité de la musique ancienne des XVe au XVIIe siècle (Paul Hofhaimer, Georg Muffat, Nicolaus Bruhns),.
Michael Radulescu meurt le 23 décembre 2023 à l’âge de 80 ans,.